# Erval Grande
Erval Grande is een gemeente in de Braziliaanse deelstaat Rio Grande do Sul. De gemeente telt 5.367 inwoners (schatting 2009).

## Verkeer en vervoer
De plaats ligt aan de weg BR-480.